# Matylda Krzesińska
Maria Matylda Krzesińska, po ślubie księżna Maria Romanowska-Krasińska (ros. Мария-Матильда Феликсовна Кшесиньская,  fr. Marie Mathilde Kschessinska, Princesse Marie Romanovsky-Krasinsky; ur. 19 sierpnia?/31 sierpnia 1872 w Ligowie, obecnie dzielnicy Petersburga, zm. 6 grudnia 1971 w Paryżu) – rosyjska tancerka i pedagog tańca klasycznego narodowości polskiej. Od 1890 występowała w Teatrze Maryjskim oraz na innych scenach Petersburga i Moskwy. Jako druga w historii baletu (po Pierinie Legnani) otrzymała tytuł primaballerina assoluta Teatrów Cesarskich w Petersburgu (1896–1917).

## Życiorys

### Dzieciństwo

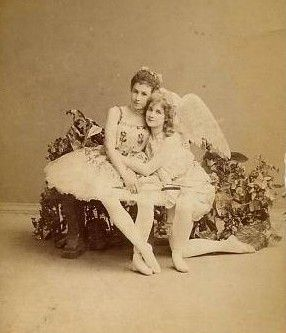
Matylda Krzesińska jako Flora i Wiera Triefiłowa jako Amor w Przebudzeniu Flory Mariusa Petipy, 1894

Była najmłodszą córką polskiego tancerza charakterystycznego, od 1853 w służbie rosyjskiego baletu cesarskiego, słynnego mazurzysty Feliksa Krzesińskiego (1823–1905) i jego polskiej żony Julii z Dymińskich (1832–1912), urodzonej w Warszawie, ale wyszkolonej już w Petersburgu byłej tancerki tamtejszego baletu i wdowy po francuskim tancerzu Théodore Ledé. Została ochrzczona 20 listopada 1872 w petersburskim rzymskokatolickim kościele parafialnym św. Stanisława, gdzie nadano jej imiona Maria Matylda, ale jako tancerka używała drugiego imienia. Rodzina i bliscy zwali ją pieszczotliwie Malą. Dwoje z jej starszego rodzeństwa także było tancerzami: Julia Krzesińska (1866–1969), późniejsza żona barona Aleksandra Zeddelera (adiutanta cara Mikołaja II) i Józef Krzesiński (1868–1942).
Ojciec uczył ją tańca już od trzeciego roku życia i często zabierał jako dziewczynkę do teatru. Gdy miała osiem lat, jesienią 1880 rozpoczęła regularną naukę w klasie baletowej Cesarskiej Szkoły Teatralnej przy Dyrekcji Teatrów Cesarskich. Uczyła się tam tańca klasycznego u wybitnych pedagogów: Lwa Iwanowa, Jekatieriny Wazem, Christiana Johanssona i Enrico Cecchettiego. Szkołę ukończyła w 1890 roku i rozpoczęła pracę tancerki w zespole baletowym Teatrów Cesarskich w Petersburgu.

### Znajomość z carewiczem Mikołajem

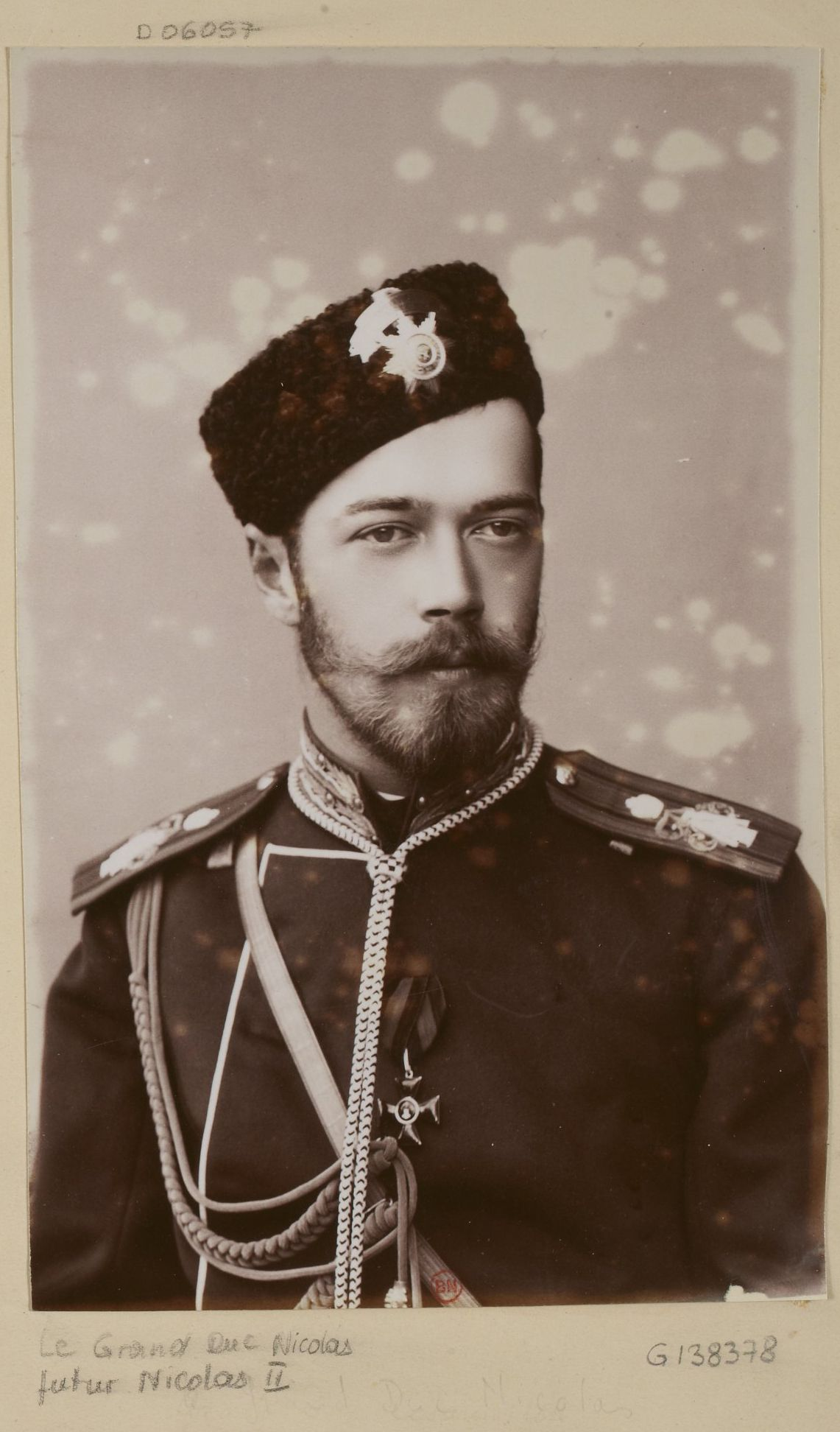
Carewicz Mikołaj (Niki) w okresie znajomości z Matyldą Krzesińską, 1892

Znana jest jej przyjaźń z przyszłym carem Rosji, carewiczem Mikołajem (1868–1918), zwanym za młodu Nikiem. Kiedy poznali się, Matylda miała 17 lat i kończyła szkołę baletową. Ich bliskie kontakty zostały jednak zerwane gwałtownie wiosną 1894, kiedy następca tronu zaręczył się oficjalnie z księżniczką Alicją Heską (1872–1918), znaną jako Alix. Matylda została wtedy przez carewicza hojnie wynagrodzona, otrzymała na własność wynajmowany dotąd dom i wysokie odszkodowanie. Podobno Mikołaj II jako car nigdy się już potem z nią nie spotkał na osobności, ale nadal często oglądał ją na scenie i zawsze wspierał dyskretnie, gdy tylko potrzebowała. Towarzysząca jej fama byłej carskiej faworyty znacznie ułatwiała i uatrakcyjniała całe jej życie i karierę artystyczną.
Później Matylda miała jeszcze związki intymne z dwoma innymi wielbicielami z dynastii Romanowów – wielkimi książętami: Sergiuszem Michajłowiczem (1869–1918) i Andrzejem Władimirowiczem (1879–1956). Jej adoratorem i częstym bywalcem w jej domu był także przez jakiś czas ojciec tego ostatniego, wielki książę Włodzimierz Aleksandrowicz (1847–1909). Kiedy jednak w 1902 urodziła syna Władimira, zwanego Wową (zm. 1974), nadano mu nazwisko panieńskie matki i takie nosił do dwudziestego roku życia. Dlatego też są poważne wątpliwości, który z wymienionych Romanowów był naprawdę jego ojcem. Niezależnie od tego, że po latach, w swoich wspomnieniach Krzesińska napisała, że Wowa był synem jej późniejszego męża, wielkiego księcia Andrzeja Władimirowicza.

### Ważniejsze dokonania

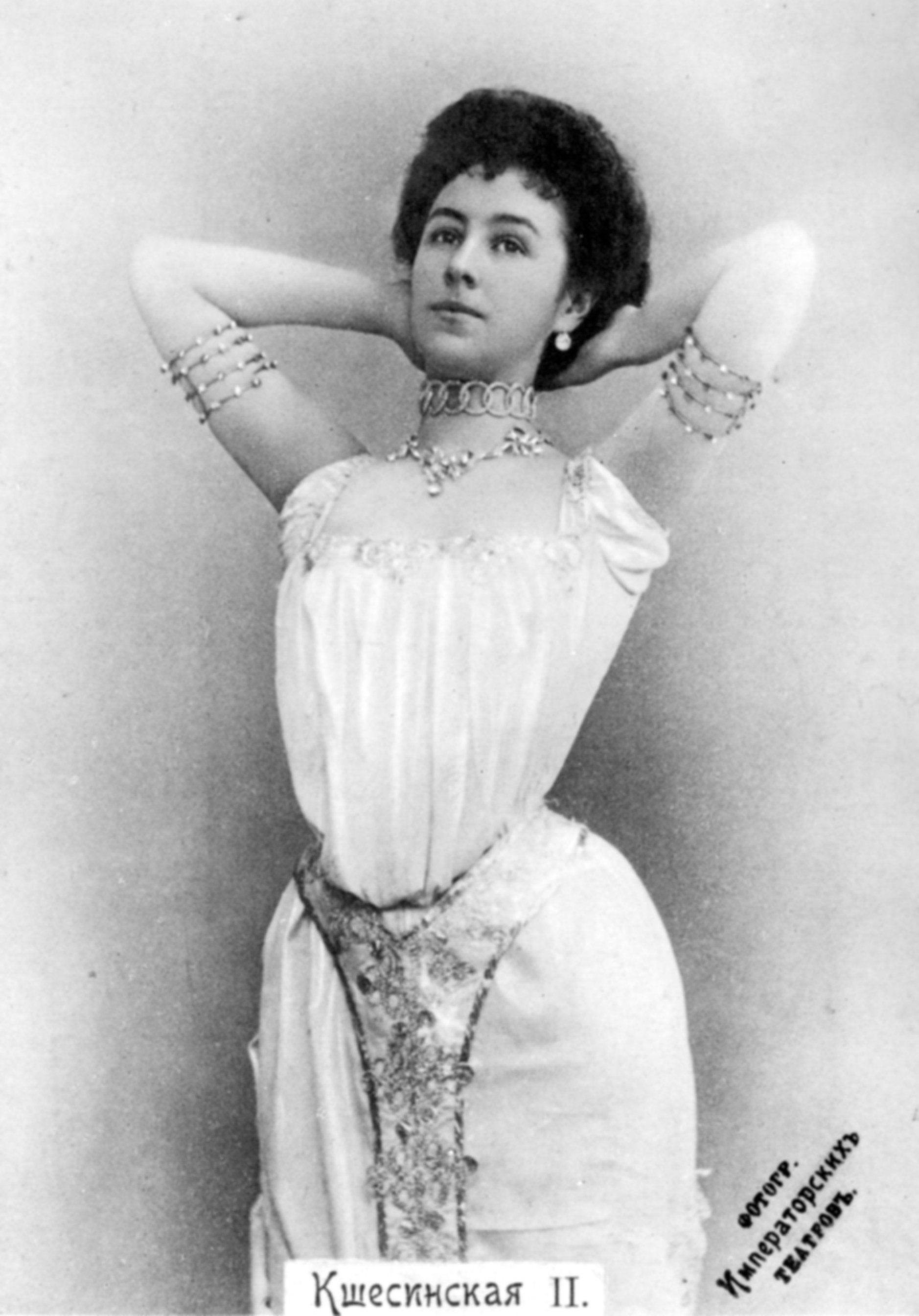
Matylda Krzesińska jako księżniczka Aspicia w Córce faraona Mariusa Petipy, ok. 1899

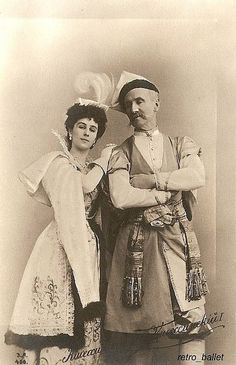
Matylda Krzesińska z ojcem Feliksem w kostiumach do mazura, 1898

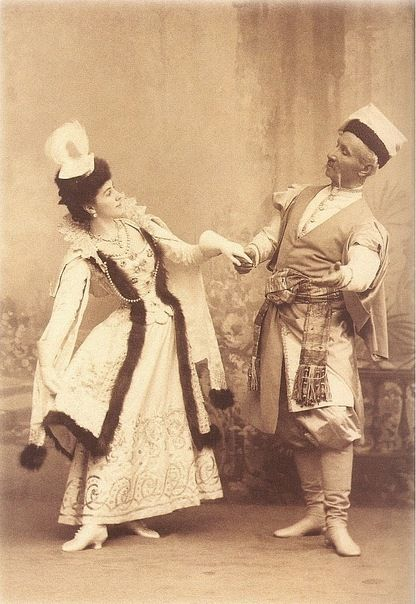
Matylda Krzesińska z ojcem z pozach i strojach mazurowych, 1898

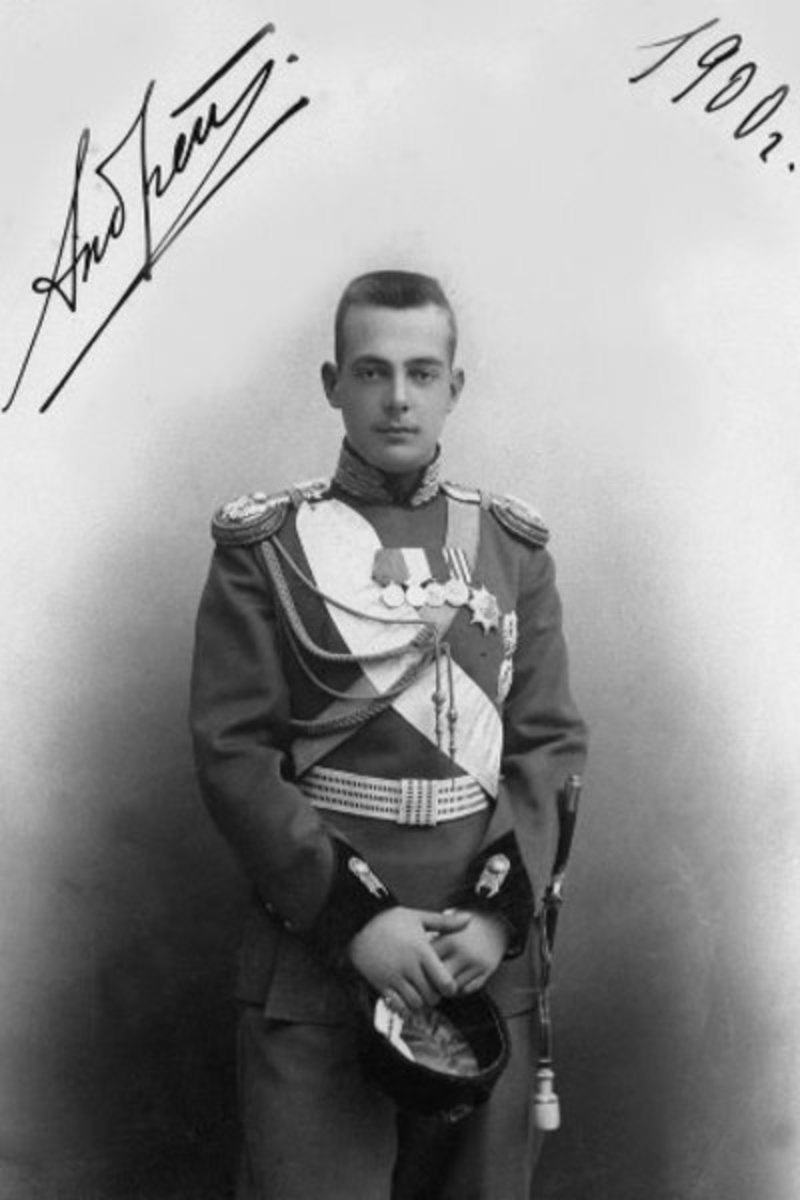
Wielki książę Andrzej, późniejszy mąż Matyldy Krzesińskiej, w początkach ich zażyłości, 1900

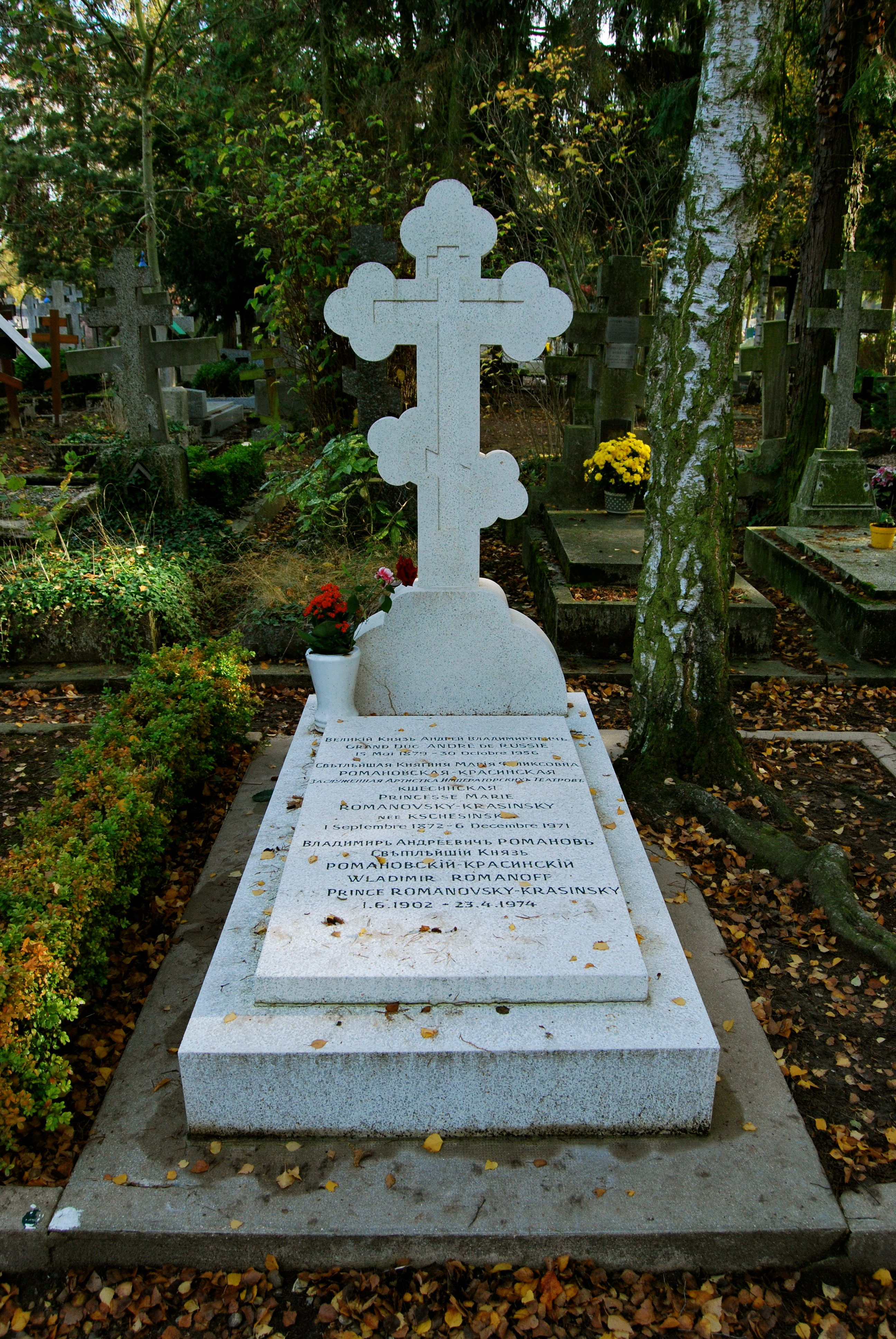
Grób Matyldy Krzesińskiej, jej męża i syna w Sainte-Geneviève-des-Bois

Rozpoczęła karierę na scenie petersburskiej jako Krzesińska II ponieważ już wcześniej w zespole baletowym Teatrów Cesarskich zaczęła występować jej starsza siostra Julia, którą odtąd nazywano Krzesińską I. Wśród kreacji scenicznych Matyldy znalazły się partie solowe w takich baletach, jak: Przebudzenie Flory, Córka faraona, Esmeralda, Śpiąca królewna, Coppelia, Bajadera, Córka źle strzeżona, La Camargo, Pory roku, Arlekinada, Paquita, Fiametta, Dziadek do orzechów, Talizman, Eunice (według Quo vadis Henryka Sienkiewicza), Karnawał i inne, w choreografiach najwybitniejszych petersburskich twórców baletu tamtych czasów: Mariusa Petipy i Michaiła Fokina. Jej głównym partnerem scenicznym był znany rosyjski tancerz Nikołaj Legat, ale występowała również w Petersburgu i czasem w Moskwie z młodocianym, debiutującym dopiero Wacławem Niżyńskim.
Często tańczyła też z własnym ojcem, sędziwym już Feliksem Krzesińskim, najczęściej wykonywali razem mazurka w różnych przedstawieniach baletowych, np. w petersburskiej premierze Jeziora łabędziego (1895). W latach 1895, 1899, 1903 i 1909 występowała również gościnnie na scenie Teatru Wielkiego w Warszawie. W 1907 i 1908 gościła na scenie Opery Paryskiej, a latach 1911–1912 zapraszał ją słynny rosyjski impresario Siergiej Diagilew, by występowała gościnnie z jego Baletami Rosyjskimi w Londynie, Wiedniu, Budapeszcie i Monte Carlo, dzięki temu jej kunszt taneczny poznali również widzowie stolic zachodnich.

### Po rewolucji
Po rewolucji lutowej, w lipcu 1917 straciła swój dom z całym wyposażeniem i opuściła Petersburg, by po trzech latach tułaczki, w lutym 1920 uciec z synem przed bolszewikami z Rosji do Francji. Z czasem zamieszkała na stałe w Paryżu. Wcześniej wszakże, w 1921 roku, w cerkwi w Cannes poślubiła wreszcie wielkiego księcia Andrzeja Władimirowicza, który uznał wtedy Wowę za swojego syna. Jako żona morganatyczna jednego z Romanowów nie miała oczywiście prawa do tytułu Jej Cesarskiej Wysokości Wielkiej Księżnej. Wraz z mężem czynili jednak starania o jej formalne wciągnięcie do rodziny Romanowów lub przynajmniej o godne jej utytułowanie. W 1925 przeszła więc na prawosławie, przyjmując teraz imię Maria. W 1926 dostała od swojego szwagra (emigracyjnego „cara” Cyryla Władimirowicza Romanowa) tytuł księżnej i nowe nazwisko Krasińskiej, które wedle tradycji rodzinnej Krzesińskich przynależało jej z racji pochodzenia przodków (tej tradycji nie potwierdzają jednak żadne wiarygodne źródła), a w 1935 – otrzymała nowy tytuł i nazwisko Jaśnie Oświeconej Księżnej Romanowskiej-Krasińskiej.
Utrata majątku w Rosji oraz topnienie rezerw majątkowych posiadanych we Francji zmusiły ją do ponownego zarobkowania, więc od 1929 prowadziła w Paryżu własne studio baletowe. Występowała też okazjonalnie jeszcze do 1936 r. Po wybuchu II wojny światowej przeniosła się z rodziną na południe Francji, skąd powróciła do Paryża po sześciu latach i nadal prowadziła zajęcia pedagogiczne w swoim studio tańca. Miała tam wielu uczniów, a w jej lekcjach tańca uczestniczyli tak znani artyści baletu, jak: Margot Fonteyn, Alicia Markova, André Eglevsky, Tatiana Riabouchinska, Tamara Toumanova i Maurice Béjart. Jednym z jej najbliższych przyjaciół w tamtych latach był Serge Lifar, słynny tancerz, choreograf i dyrektor baletu Opery Paryskiej. Traktowano ją na Zachodzie jako żywą legendę rosyjskiej tradycji baletowej.
Przez całe życie pisała pamiętniki, które nie doczekały się publikacji. Na ich podstawie wydała jednak wspomnienia Souvenirs de la Kschessinska, primaballerina du Théâtre Impérial de St. Pétersbourg (Paryż 1960); wydanie polskie: J. O. Księżna Romanowska-Krasińska / Matylda Krzesińska, Wspomnienia. Romans z carem Mikołajem i lata następne..., Warszawa 1996.
Dożyła we Francji prawie stu lat. Zmarła 6 grudnia 1971 w Paryżu. Pochowano ją na podparyskim cmentarzu prawosławnym w Sainte-Geneviève-des-Bois. Napis na pomniku głosi: „Jaśnie Oświecona Księżna Maria Feliksowna Romanowska-Krasińska, zasłużona artystka teatrów cesarskich Krzesińska”. Razem z nią w mogile spoczywają: jej mąż, wielki książę Andrzej Władimirowicz Romanow i syn książę Władimir (Wowa) Andriejewicz Romanowski-Krasiński.

## Inspiracje i nawiązania

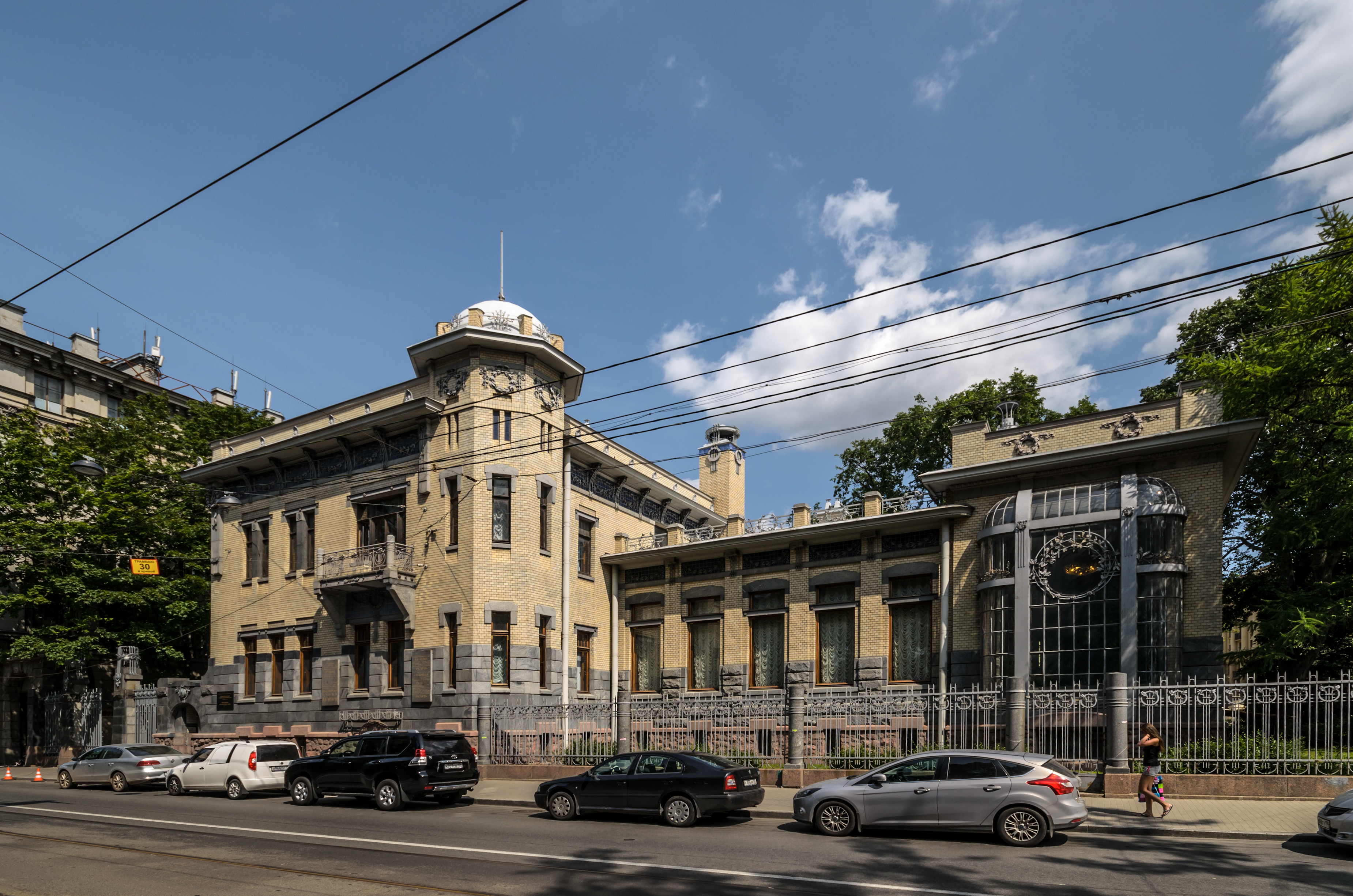
Willa Matyldy Krzesińskiej w Sankt Petersburgu, 2003

Legenda Matyldy Krzesińskiej jako wybitnej rosyjskiej baleriny, a zwłaszcza jako kochanki carewicza Mikołaja Aleksandrowicza Romanowa jest wciąż żywa i od dawna pobudza wyobraźnię twórców różnych dziedzin sztuki. 
Jako pierwsza bodaj do jej romansu z następcą tronu rosyjskiego luźno odniosła się Gabriela Zapolska w swojej sztuce teatralnej Carewicz (Czterdziesty pierwszy Czerkies) z 1917 roku. Na podstawie sztuki powstał z 1919 roku polski film niemy Carewicz, w którym kochankę następcy tronu zagrała Janina Szyllinżanka (film nie zachował się). Sztuka Zapolskiej stała się w 1927 roku również kanwą popularnej niemieckiej operetki Carewicz Franza Lehára, która była kilkakrotnie ekranizowana. 
W 1918 roku powstał polski film niemy Carska faworyta w reżyserii Aleksandra Hertza, w którym w rolę Matyldy Krzesińskiej wcieliła się Halina Bruczówna, a carewicza Mikołaja zagrał Józef Węgrzyn (film również nie zachował się).
Do historii Matyldy nawiązują również twórcy XXI wieku. Na przykład w 2008 powstał 4-odcinkowy rosyjski melodramat Gwiazda imperium (Звезда империи) w reżyserii Jewgienija Sokołowa, osnuty na wątkach z jej życia. W Rosji nakręcono też film fabularny w reżyserii Aleksieja Uczitiela Matylda (Матильда), w którym w roli tytułowej wystąpiła polska aktorka Michalina Olszańska (2017). Krzesińska jest również bohaterką powieści amerykańskiej pisarki Adrienne Sharp Prawdziwe wspomnienia Mali K. (wydanie polskie w przekł. Bożenny Stokłosy, Warszawa 2012).

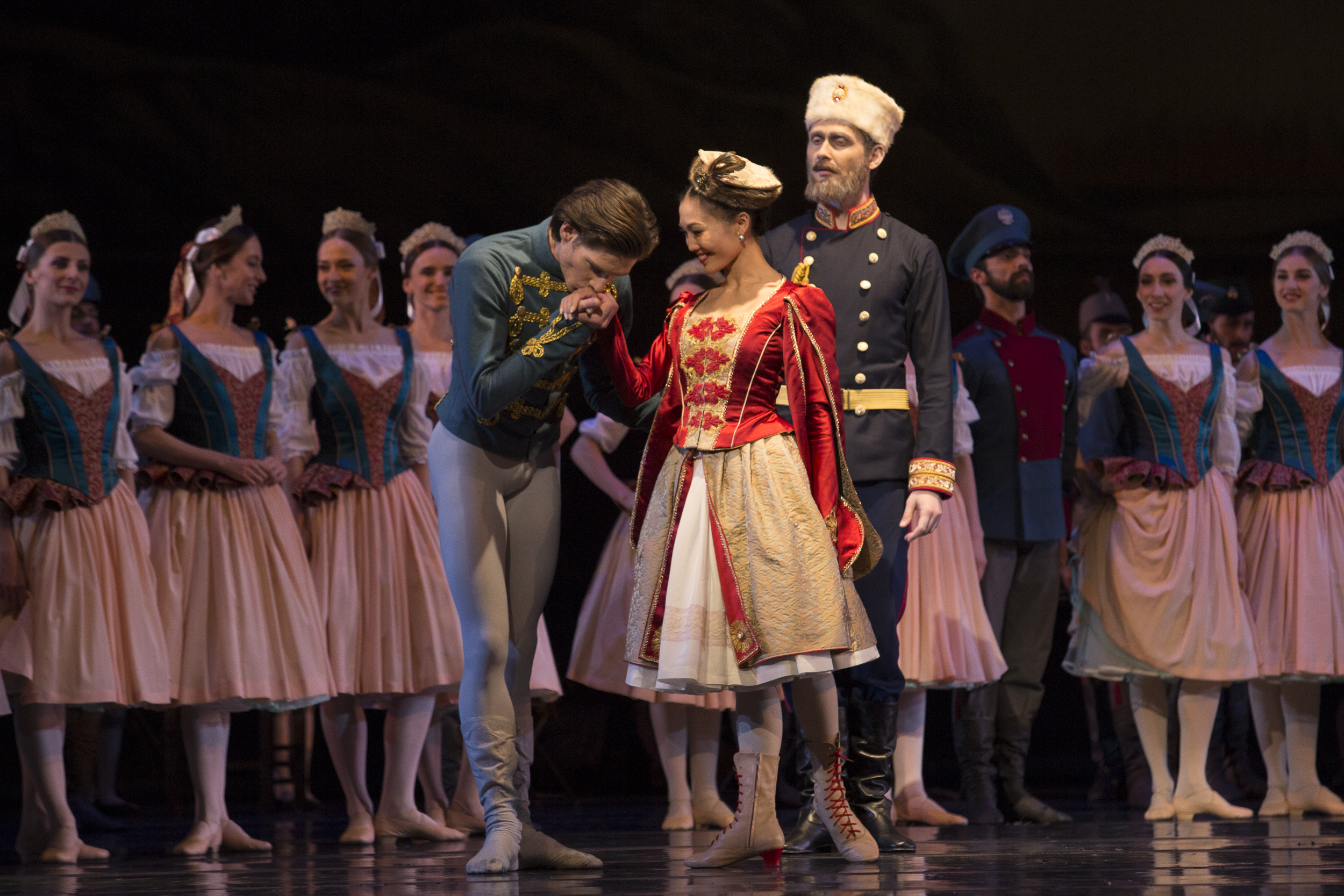
Yuka Ebihara jako Matylda Krzesińska, Vladimir Yaroshenko (Carewicz Niki) i Robert Bondara (Car Aleksander) w Jeziorze łabędzim Krzysztofa Pastora, Polski Balet Narodowy, 2017

Matylda Krzesińska została także bohaterką warszawskiej inscenizacji Jeziora łabędziego z nowym librettem Pawła Chynowskiego, w nowej redakcji muzyki Piotra Czajkowskiego i w choreografii Krzysztofa Pastora. Prapremiera tego przedstawienia odbyła się 20 maja 2017 w wykonaniu Polskiego Baletu Narodowego na scenie Teatru Wielkiego – Opery Narodowej. Rolę Matyldy Krzesińskiej kreowała Yuka Ebihara, carewicza Mikołaja (Nikiego) – Vladimir Yaroshenko, a księżniczki Alicji Heskiej (Alix) – Chinara Alizade.